# Copia por contacto

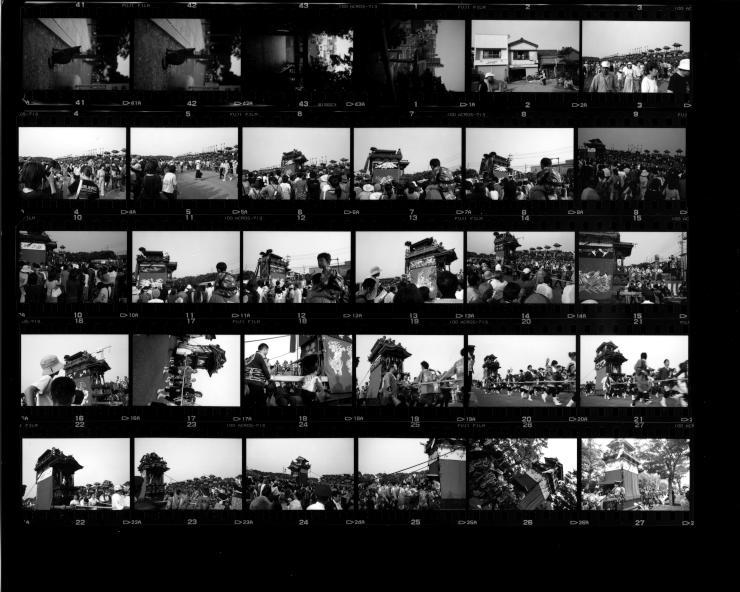
Ejemplo de hoja de contactos en blanco y negro.

La copia por contacto es un procedimiento fotográfico que permite obtener copias a partir de una película fotográfica del mismo tamaño sobre papel, llamándose al resultado hoja de contactos. Normalmente se obtiene a partir de negativos pero también podrían obtenerse a partir de diapositivas con lo que el resultado sería un negativo. 

## Desarrollo histórico

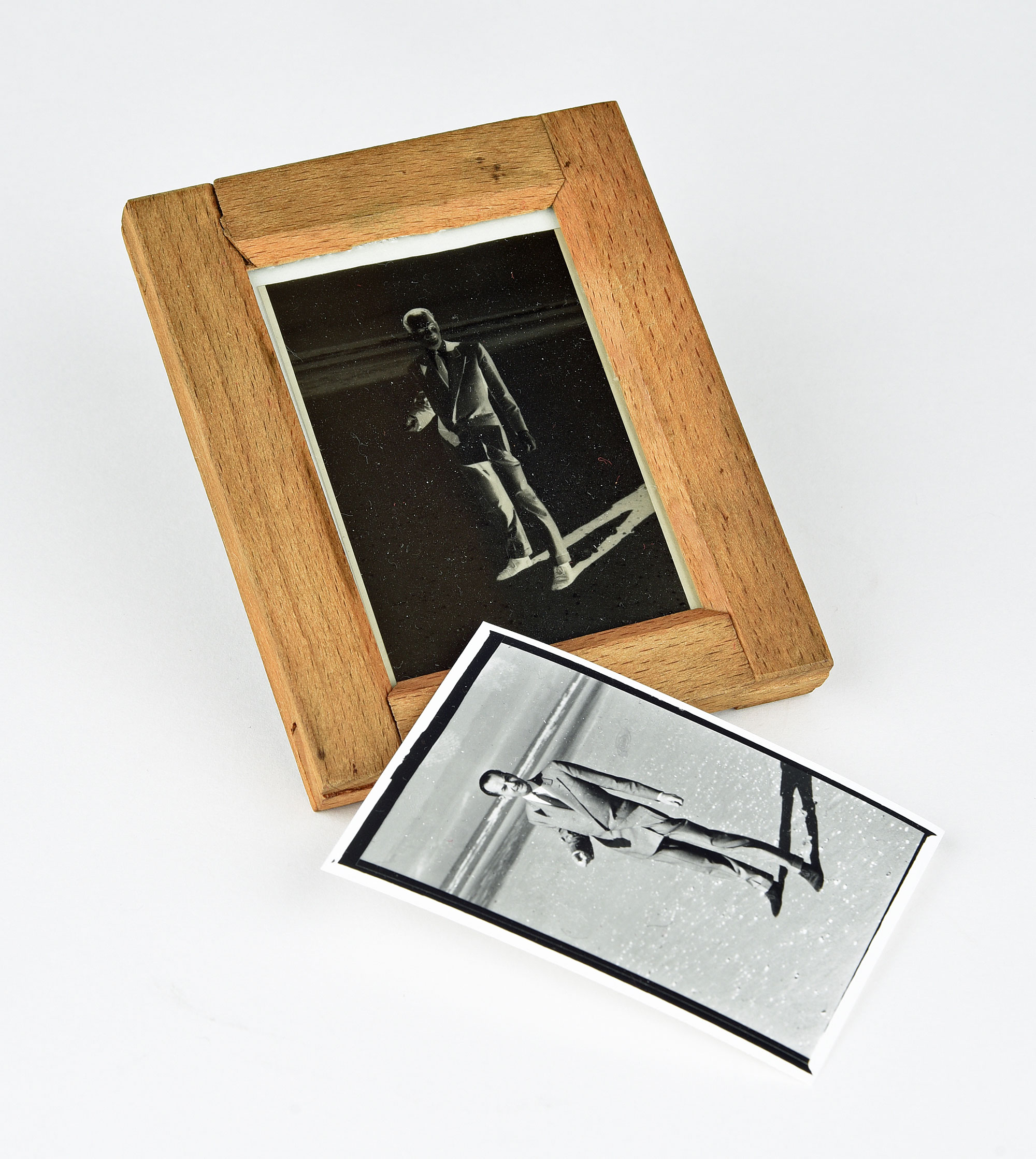
Chasis para contacto y copia en positivo

El procedimiento se empleaba de un modo habitual en los primeros tiempos de la fotografía para obtener las copias a partir de las placas fotográficas en las cámaras de gran formato. Con el desarrollo de las cámaras fotográficas de 35 mm. se hizo necesario por un lado seleccionar los negativos entre los múltiples que realizaba el fotógrafo y por otro lado observarlos con detalle para planificar el proceso de positivado que se iba a realizar.
El procedimiento consistía en colocar sobre el papel fotográfico los negativos, ordenados de modo que coincidieran sus emulsiones fotográficas, y darle un breve exposición con luz blanca. Posteriormente se revelaba el papel. Al disponer las tiras de negativos de una cierta curvatura, normalmente se utilizaba algún dispositivo alrededor de los negativos o, simplemente, un cristal trasparente que con su peso ponía en contacto directo a ambas emulsiones.
Tras la aparición de la fotografía en color se continuó utilizando este procedimiento como un medio para la clasificación de las fotografías, aunque normalmente las hojas de contactos de negativos de color se obtenían por procedimientos automáticos.

## La hoja de contactos
Una hoja de contactos es una combinación de negativos obtenidos por este procedimiento que permite seleccionar y valorar los negativos fotográficos ya que pueden observarse con mayor facilidad. Con la aparición de la fotografía digital se ha continuado utilizando la hoja de contactos ya que algunos editores de imagen entre sus opciones incorporan la posibilidad de obtenerla a partir de varios archivos de imagen. 
Su principal función es facilitar el trabajo de selección y valoración de los negativos fotográficos que pueden observarse con mayor facilidad y además preserva a los negativos de un uso excesivo que podría rayarlos. Posteriormente los negativos seleccionados se procesaran, normalmente, mediante ampliación.
La hoja de contactos se obtiene normalmente partiendo de película fotográfica sobre papel fotográfico. Aunque si se obtiene mediante editores de imagen se obtiene mediante una impresora.

## Otras aplicaciones
Los principios de este procedimiento se pueden utilizar además en otros campos como en la producción de circuitos impresos o en las artes gráficas como el la fotolitografía.